# Šťavnatka hyacintová
Šťavnatka hyacintová (Hygrophorus hyacinthinus) je druh houby z čeledi šťavnatkovité (Hygrophoraceae).

## Znaky
Klobouk v průměru dorůstá 2-9 cm, tvarem přechází z polokulovitého přes sklenutý až na ploše rozložený, s tupým hrbolkem uprostřed. Pokožka je lesklá, suchá či oslizlá, barvu má bílou až světle šedou, ve středové oblasti bývá jemně nažloutlá.
Bílé, šedavé či narůžovělé lupeny jsou na klobouku řídce uspořádané, u třeně jsou krátce sbíhavé. Výtrusný prach je bílý.
Plný třeň je na povrchu suchý a vláknitý, barvu má podobnou klobouku.
Bílá, pevná dužnina je chuťově mírná a výrazně voní po hyacintech.

## Užití
Jedlá houba.

## Ekologie
Od září do prosince roste tato šťavnatka vzácně v (pod)horských jehličnatých lesích, ze stromů preferuje smrky.

## Rozšíření
Druh byl popsán v horských oblastech Česka, Švýcarska, Švédska, Norska, Rakouska, Finska, Ruska, Francie, Itálie, Španělska, Slovinska, Lucemburska, Lichtenštejnska, Estonska, Německa, USA a Kanady.

## Galerie

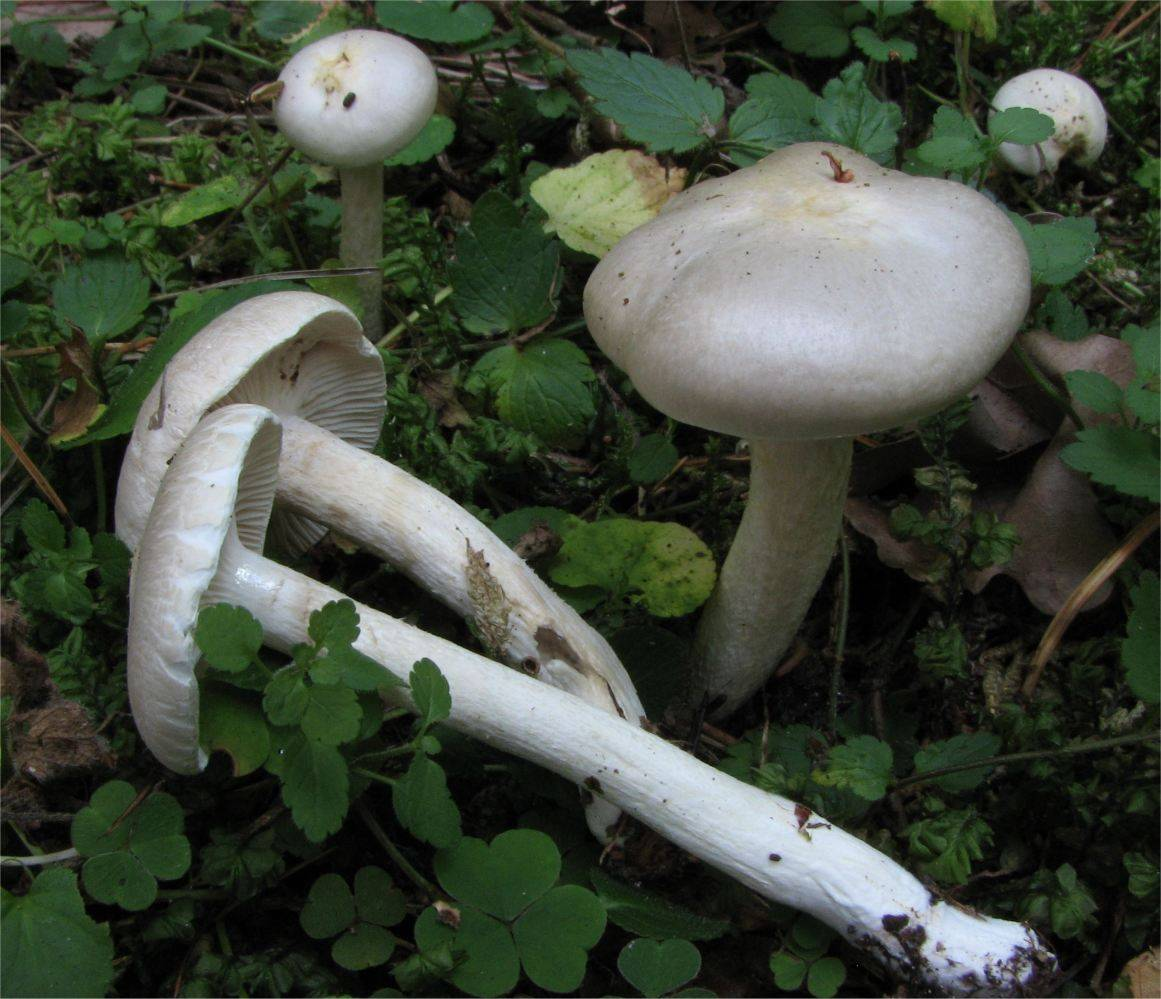
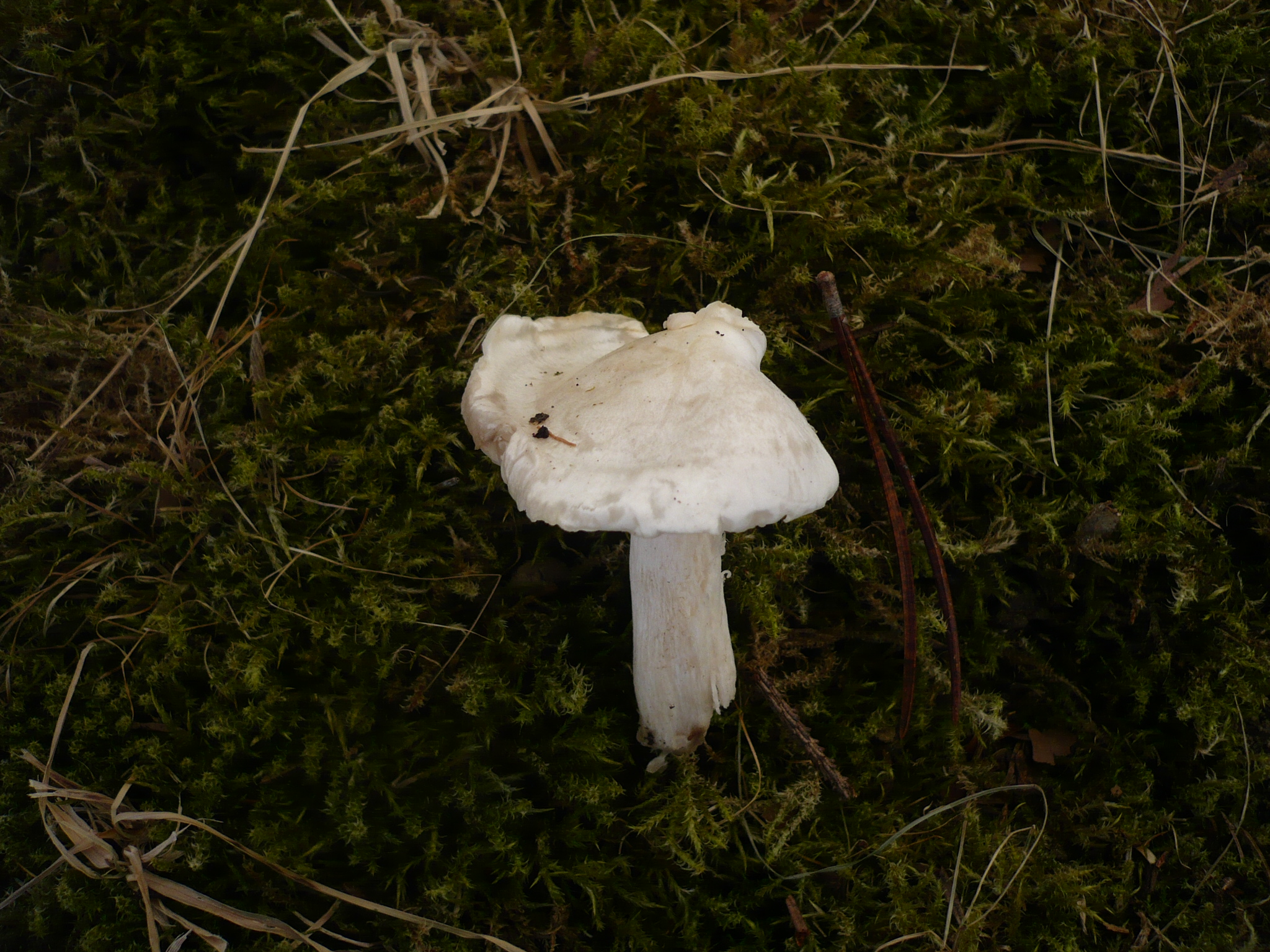

## Možnost záměny
- Šťavnatka vonná (Hygrophorus agathosmus)

Šťavnatka hyacintová je někdy považována za její poddruh (jakožto Hygrophorus agathosmus subsp. hyacinthinus).